# Divagant (biologia)
La divagància és un fenomen en biologia pel qual un animal a nivell individual (normalment un ocell) apareix molt allunyat de la seva distribució normal; se'ls coneix com a divagants o vagabunds. De vegades també s'utilitza el terme “accidental”. Hi ha una sèrie de factors poc coneguts que poden fer que un animal esdevingui un divagant, incloses causes internes com errors de navegació (vagància endògena) i causes externes com el temps violent (vagància exògena). Els esdeveniments de divagància poden conduir a la colonització i, finalment, a l'especiació.

## Ocells

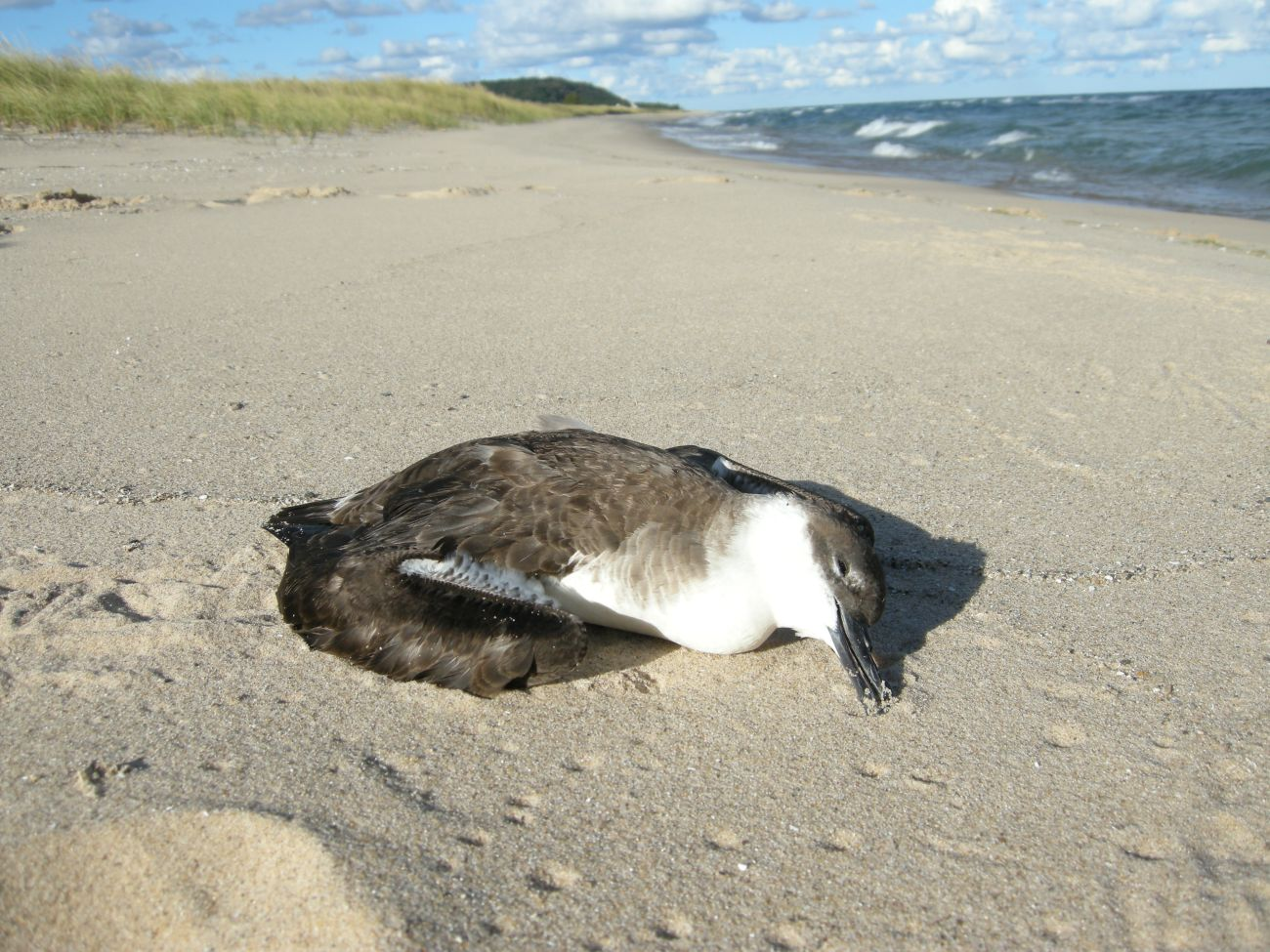
Els ocells divagants en hàbitats desconeguts poden acabar morint per l'estrès o per falta d'aliment, com li va passar a aquesta baldriga capnegra que es va trobar a Sleeping Bear Dunes National Lakeshore al llac Michigan.

A l'hemisferi nord, se sap que els ocells adults (possiblement adults joves sense experiència) de moltes espècies continuen més enllà del seu àmbit de reproducció normal durant la migració primaveral i acaben a zones més al nord.
A la tardor, alguns ocells joves, en comptes de dirigir-se als llocs d'hivernada habituals, fan trajectes "incorrectes" i migren per zones que no es troben en el camí migratori habitual. Per exemple, els passeriformes siberians que normalment hivernen al sud-est asiàtic es troben habitualment al nord-oest d'Europa, per exemple el mosquiter boreal a Gran Bretanya. Es tracta d'una migració inversa, on els ocells migren en la direcció oposada a l'esperada (per exemple, volant cap al nord-oest en lloc del sud-est). Es desconeixen les causes d'això, però se sospita de mutació genètica o altres anomalies relacionades amb la sensibilitat magnètica de l'ocell.
Altres ocells es desvien de rumb per tempestes, com alguns ocells nord-americans que travessen l'oceà Atlàntic fins a Europa. Els ocells també poden sortir al mar, esgotar-se físicament, aterrar en un vaixell i acabar sent transportats a la destinació del vaixell.
Tot i que molts ocells errants no sobreviuen, si un nombre suficient vaga cap a una nova àrea, poden establir noves poblacions. Moltes illes oceàniques aïllades són la llar d'espècies que descendeixen d'ocells terrestres llançats al mar, com els exemples destacats els Iiwi de Hawaii o els pinsans de Darwin.

## Plantes
El terme divagant també s'utilitza per a les plantes (Gleason i Cronquist, 1991), per referir-se a una planta que creix lluny de l'àrea de distribució habitual de la seva espècie (especialment al nord de la seva distribució) amb la connotació de ser una població temporal. En el context dels líquens, una forma o espècie divagant es produeix sense unir-se a un substrat ("solt"), no necessàriament fora del seu abast.
Una altra definició (de Lange i Molloy, 1995) definia espècies errants a la flora de Nova Zelanda, encara que també es podia aplicar a qualsevol regió determinada. La definició era, "taxons la presència dels quals a la regió botànica de Nova Zelanda és naturalment transitòria... aquells que no han aconseguit establir-se significativament més enllà del seu punt d'introducció per fracàs reproductiu o per raons ecològiques força específiques". Un exemple va ser la presència d'Atriplex cinerea a Nova Zelanda.

## La divagància als mitjans de comunicació
- Albiren a l'Albufera un exemplar de l'au siberiana territ gola-roig
- A travelling Pied Crow [Un Corvus albus viajero
- Un voltor comú (Gyps fulvus) a L'Hospitalet
- Pòrtic. Les gavines mediterrànies
- Els gavots, parents dels pingüins, arriben exhausts a la costa catalana empesos pel vent